# Luis J. Cornés
Luis Juan Cornés (Buenos Aires, 6 de enero de 1908 - Punta del Este, 15 de febrero de 1972) fue un marino argentino, que ejerció como Ministro de Marina durante los últimos tres meses de la segunda presidencia de Juan Domingo Perón.

## Biografía
Nacido en Belgrano, ciudad de Buenos Aires, el 6 de enero de 1908. Perteneciente a una familia acomodada, Su padre Juan Cornes fue marino.
Ingresó en la Escuela Naval, de la que egresó con honores el 1° de febrro de 1929, como guardiamarina. En 1931 fue ascendido a teniente de corbeta. En 1934 ya era teniente de fragata y en 1936, teniente de navío. Recibió la Cruz del Mérito Naval de 1° clase otorgado por el gobierno de España en 1936.
Destacado en la especialidad de comunicaciones en la Escuela de Aplicación para Oficiales.Ejerció la docencia en la Escuela Naval y en el Curso de Aplicación para oficiales.
En 1941 asesinado por merito como Capitán de Fragata.Se especializó, también, en Derecho Internacional, mediante estudios realizados entre 1942 y 1943.
Tras una larga carrera en la Armada Argentina, fue nombrado por  Edelmiro J. Farrell cómo subsecretario en el Ministerio del Interior. Fue agregado naval en la embajada argentina en los Estados Unidos entre 1951 y 1953. Fue comandante de la Fragata Sarmiento en viaje de instrucción en 1947, y jefe de la Devisión Fragatas en 1953. En 1954 fue director general de comunicaciones navales.
En 1955, tras el bombardeo de Plaza de Mayo, el presidente Juan Domingo Perón lo designa como ministro de Marina al contraalmirante Luis Cornés, por sus vínculos personales con el vicepresidente Teisaire. Cornés fue designado en el cargo el 17 de junio de 1955 (Decreto N.º 9400, publicado el 22 del mismo mes y año).
Tras el golpe de Estado de septiembre de 1955, el dictador Eduardo Lonardi lo pasó a retiro; su sucesor, Pedro Eugenio Aramburu, lo dio de baja de la Armada Argentina. En 1963 fue obligado a retirar los restos de su padre, marino también, del Panteón Naval, como extensión del castigo que se le había aplicado a él.
Exiliado en el Uruguay, falleció en Punta del Este en el año 1972.